# Allobates marchesianus
Espèce
Synonymes
- Phyllobates marchesianus Melin, 1941
- Colostethus marchesianus (Melin, 1941)

Statut de conservation UICN

 LC  : Préoccupation mineure
Allobates marchesianus est une espèce d'amphibiens de la famille des Aromobatidae.

## Répartition
Cette espèce se rencontre dans le bassin de l'Amazone jusqu'à 800 m d'altitude :
- au Brésil, dans les États d'Amazonas, du Pará, du Mato Grosso, du Rondônia et d'Acre ;
- en Colombie, dans les départements d'Amazonas et du Putumayo ;
- au Pérou, dans la région de Loreto ;
- au Venezuela, dans l'État d'Amazonas.

## Description
L'holotype de Allobates marchesianus mesure 17 mm. Cette espèce a la face dorsale brunâtre avec des taches irrégulières noires et la face ventrale grisâtre.

## Étymologie
Son nom d'espèce lui a été donné en l'honneur du Père João Marchesi, missionnaire salésien vivant à Taracuá en Amazonas (Brésil).

## Publication originale
- Melin, 1941 : Contributions to the knowledge of the Amphibia of South America. Göteborgs Kungliga Vetenskaps och Vitter-Hets Samhalles Handlingar, vol. 88, p. 1–71 (texte intégral).